# Domenico Pittis
Domenico Pittis (Calgary, 1º ottobre 1974) è un ex hockeista su ghiaccio canadese di origini italiane che ha giocato nel ruolo di centro. Dalla stagione 2004-05 ha giocato in Svizzera vestendo le maglie di Kloten Flyers, ZSC Lions ed EHC Visp. Ha giocato nella National Hockey League con le squadre di Pittsburgh, Buffalo, Edmonton e Nashville.

## Carriera
Nel 1993 venne acquisito come 52° del secondo giro del draft NHL dai Pittsburgh Penguins. È il fratello di Jonathan Pittis, hockeista pure lui, e naturalizzato Italiano.
Dopo aver militato tre stagioni nei Lethbridge Hurricanes (Western Hockey League) ed altre tre nell'International Hockey League, Pittis ha giocato una partita nella NHL con i Penguins durante la stagione 1996–97, per poi passare le successive sette stagioni principalmente nell'American Hockey League, riapparendo ad intermittenza nella NHL con Buffalo Sabres, Edmonton Oilers e Nashville Predators (totalizzando 86 presenze, 5 reti ed 11 assist).
Nelle ultime due stagioni si è trasferito in Svizzera, dove gioca in Nationalliga A (prima con i Kloten Flyers ed ora con i ZSC Lions Zurigo). È stato titolare nel Team Canada alla Coppa Spengler del 2007. Ha concluso la propria carriera in Lega Nazionale B con l'EHC Visp.

## Palmarès

### Club
- Campionato svizzero: 2

 ZSC Lions: 2007-08; 2011-12
- Champions Hockey League: 1

 ZSC Lions: 2008-09
- Victoria Cup: 1

 ZSC Lions: 2009
- Coppa Spengler: 1

 Team Canada: 2007

### Individuale
- Top Scorer dell'AHL "Sollenberger Trophy": 1

1998–99 (104)
- All-Star Team Coppa Spengler: 1

2008